# Чемпионат мира по танковому биатлону 2020
Чемпионат мира по танковому биатлону 2020 года проходил с 23 августа по 5 сентября на учебно-тактическом комплексе «Алабино» в рамках VI Армейских международных игр «АрМИ-2020».
Команды-участники были разделены на два дивизиона:
- I дивизион: Азербайджан, Беларусь, Казахстан, Китай, Кыргызстан, Россия, Сербия и Узбекистан.
- II дивизион: Абхазия, Вьетнам, Катар, Лаос, Мьянма, Республика Конго, Таджикистан и Южная Осетия.

## Участники

### Команды, участвовавшие ранее на чемпионате мира
- Азербайджан
- Беларусь
- Вьетнам
- Казахстан
- Китай
- Кыргызстан
- Лаос
- Мьянма
- Россия
- Сербия
- Таджикистан
- Узбекистан

### Дебют
- Абхазия
- Катар
- Республика Конго
- Южная Осетия

### Отказ
- Армения
- Ангола
- Венесуэла
- Зимбабве
- Иран
- Куба
- Кувейт
- Монголия
- Сирия
- Судан
- Уганда

## Индивидуальная гонка
|             |           |            |            |
| Азербайджан | Сербия    | Китай      | Беларусь   |
| Россия      | Казахстан | Кыргызстан | Узбекистан |

|                  |             |              |        |
| Катар            | Вьетнам     | Южная Осетия | Мьянма |
| Республика Конго | Таджикистан | Абхазия      | Лаос   |

## Финал
I дивизион — Россия, Китай, Беларусь, Азербайджан.
II дивизион — Таджикистан, Вьетнам, Лаос, Мьянма.

## Призёры
I дивизион
1 место — Россия
2 место — Китай
3 место — Беларусь
II дивизион
1 место — Вьетнам
2 место — Лаос
3 место — Таджикистан